# Lloyd Ingraham
Lloyd Ingraham (30 de novembro de 1874 – 4 de abril e 1956) foi um diretor e ator norte-americano na era do cinema mudo.

## Biografia
Nascido em Rochelle, Illinois, como  Lloyd Chauncey Ingraham, ele apareceu em mais de 280 filmes entre 1912 e 1950, bem como dirigiu mais de 100 filmes entre 1913 e 1930. Filmes para os quais ele é mais conhecido incluem, Scaramouche (1923), The Padrone's Ward (1914) e Rainbow Valley (1935). Ele morreu de pneumonia em Woodland Hills, Los Angeles, Califórnia.